# 1722 en arts plastiques
| Années des arts plastiques : 1719 - 1720 - 1721 - 1722 - 1723 - 1724 - 1725    |
| Décennies des arts plastiques : 1690 - 1700 - 1710 - 1720 - 1730 - 1740 - 1750 |

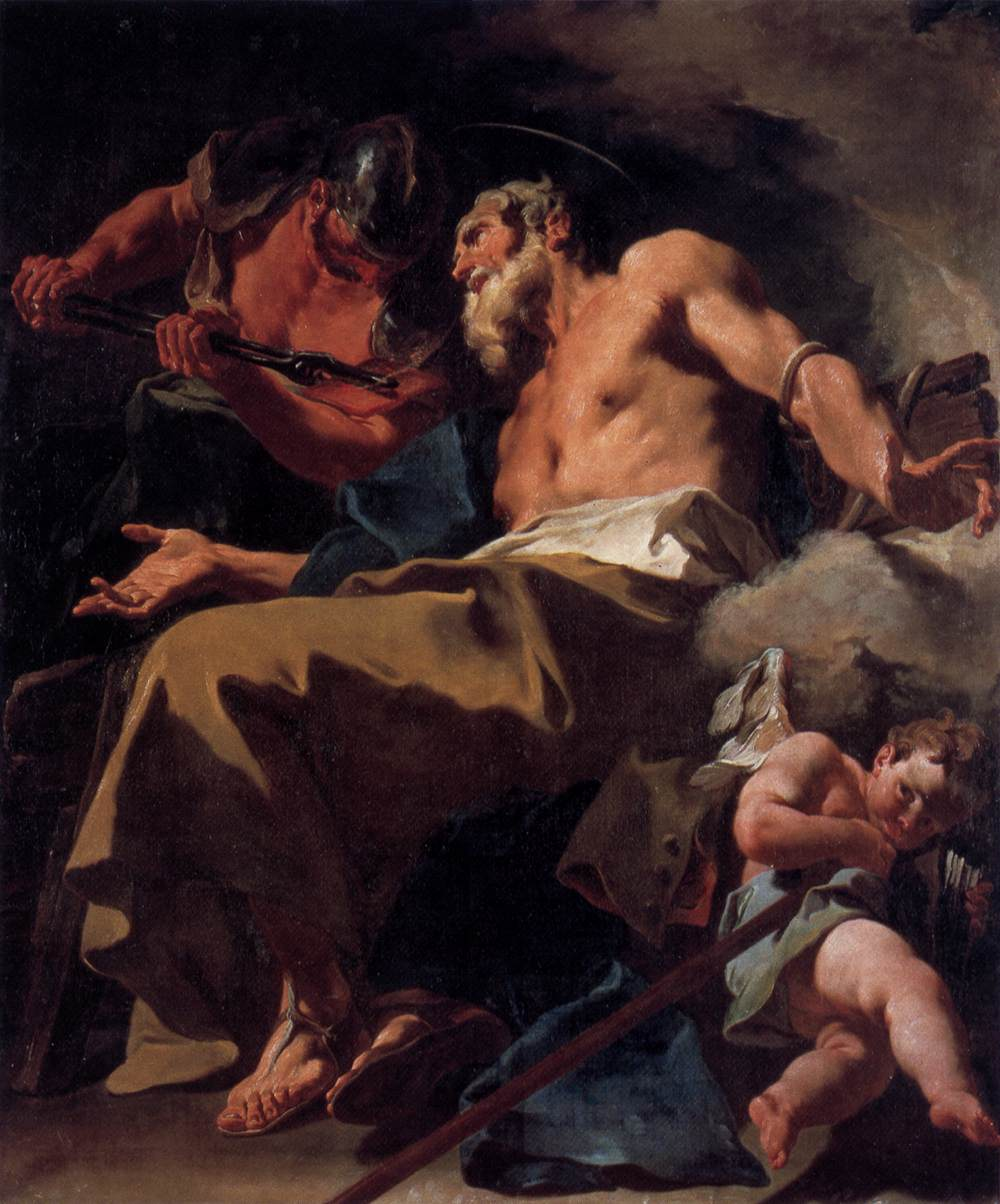
Le Martyre de saint Thomas, toile de Giovanni Battista Pittoni.

Cette page concerne l'année 1722 en arts plastiques.

## Naissances
- 12 août : Giuseppe Baldrighi, peintre baroque (rococo) italien († 22 janvier 1803),
- 16 novembre : Clément-Louis-Marie-Anne Belle, peintre français († 29 septembre 1806),
- ? : Gaspare Traversi, peintre italien († 1770).

## Décès
- 7 janvier : Antoine Coypel, peintre et décorateur français (° 11 avril 1661),
- 12 avril : Antonio Zanchi, peintre  baroque italien de l'école vénitienne (° 6 décembre 1631),
- 4 mai : Claude Gillot, peintre français (° 28 avril 1673),
- 28 juin : Pasqualeossi, peintre baroque italien (° 1641),
- 26 septembre : Pieter van der Werff, peintre néerlandais (° 1655),
- 12 novembre, Adriaen van der Werff, peintre, sculpteur et architecte néerlandais (° 21 janvier 1659),
- ? : Marziale Carpinoni, peintre baroque italien (° 1644).